# LEED for Neighborhood Development
LEED for Neighborhood Development (LEED-ND), dove "LEED" sta per Leadership in Energy and Environmental Design (Leadership nella progettazione ambientale ed energetica), è un sistema di classificazione statunitense che integra i principi della "crescita smart", dell'urbanismo e del Green building in un sistema nazionale per la progettazione dei quartieri. La certificazione LEED fornisce una verifica indipendente e di terze parti sullo sviluppo urbanistico di un'area da un punto di vista di responsabilità ambientale e di sviluppo sostenibile.
Il sistema LEED-ND system è una collaborazione tra il Consiglio sul Green Building deglI Stati Uniti, the Il Congresso per il nuovo urbanismo e il Consiglio di Difesa delle risorse naturali.
Vi sono tre livelli di Certificazione:
- Stage 1: Piano condizionalmente approvato
- Stage 2: Piano di Pre-Certificazione
- Stage 3: Sviluppo di quartiere certificato